# Grot van Poelk

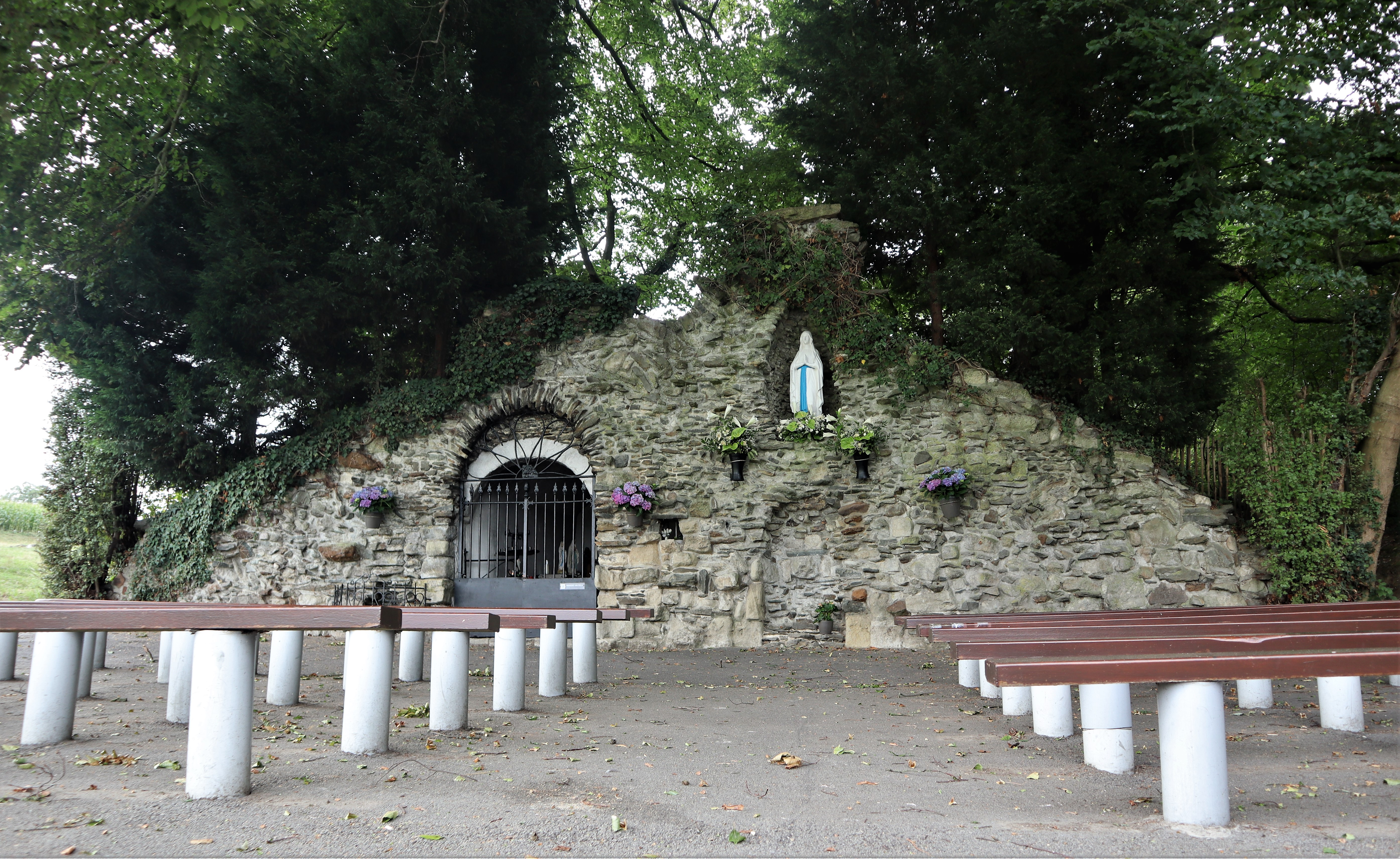
Algemeen zicht op de grot

De Grot van Poelk is een replica van de grot van Lourdes, opgedragen aan Onze-Lieve-Vrouw van Lourdes. Ze staat op de samenloop van de Grotstraat en de Omloopstraat in Poelk, een gehucht van de Vlaams-Brabantse gemeente Roosdaal.

## Geschiedenis
Zoals op ongeveer 650 andere plaatsen in Vlaanderen werd in de negentiende eeuw ook in het Pamelse gehucht Poelk een replica opgericht van de grot in het Zuid-Franse Lourdes, waar in 1858 volgens de overlevering Onze-Lieve-Vrouw zou verschenen zijn aan een eenvoudig dorpsmeisje Bernadette Soubirous. De Pamelse replica werd amper twintig jaar later al opgericht op een afgelegen, idyllisch hoekje van de gemeente. Het werd gebouwd door godvruchtige buurtbewoners die dankbaar gebruikmaakten van de zandstenen die zij konden recupereren uit de afbraak van het nabijgelegen bouwvallige kasteeltje in de Nattemeers. De familie van toenmalig Burgemeester Frans Tondeurs schonk het beeld van Onze-Lieve-Vrouw. Links voor de grot werd een door een metalen baldakijn overdekt beeld van Bernadette geplaatst. Om onbekende reden is dit verwijderd in de jaren ’50 van de 20ste eeuw.

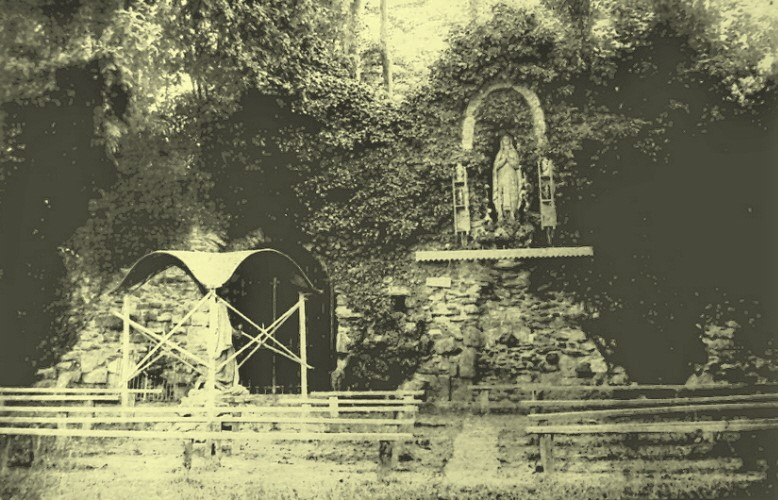
Postkaart van de grot

Vrijwel meteen na haar oprichting, werd de grot van Poelk een populair bedevaartsoord. Ondanks de voortschrijdende secularisatie komen ook in 2021 nog elke avond van de meimaand gelovigen samen om er rond het Mariabeeld het rozenhoedje te bidden. Op 30 april, de vooravond van 1 mei, is er een feeërieke ‘kaarskensprocessie’ en het jaarlijkse hoogtepunt is de eucharistieviering op Ons-Heer-Hemelvaart. Nog steeds worden in 2021 mensen bereid gevonden om tegen die dag de grot en haar omgeving feestelijk te versieren. Tot in de jaren zeventig van de 20ste eeuw vertrok op die dag een grote stoet gelovigen vanaf het Pamelse kerkplein en een andere stoet vanop de Ledebergse Kapelleweide. Zingend en biddend kwamen ze zo samen op het plein voor de grot. Meestal was het plein te klein om de grote massa een plaats te bieden van waaruit zij de dienst konden volgen.
In 2020 kon voor het eerst de traditionele eucharistieviering op Hemelvaartsdag niet doorgaan wegens de coronapandemie. Maar op 15 augustus (Onze-Lieve-Vrouw-Hemelvaart) kond de viering wel plaats vinden, al was het dan voor een beperkt aantal gelovigen die op een veilige afstand van mekaar moesten plaats nemen.

## De grot als levend erfgoed
De wat afgelegen ligging is waarschijnlijk de belangrijkste reden waarom de grot en het Mariabeeld in de loop van de jaren zo vaak werden beschadigd. Toch worden er steeds goede zielen gevonden die de vernielingen weer herstellen. Zij blijven ook ijveren om de traditie rond de rozenkrans, de processie en de viering op Hemelvaartsdag in stand te houden.
Ook voor wie niet religieus is, kan de grot-site bekoren. Zij ligt op een wandelknooppunt van waaruit men wandelingen kan maken naar de molen van Onze-Lieve-Vrouw-Lombeek, het Neigembos of de Woestijnkapel in Gooik.

## Fotogalerij

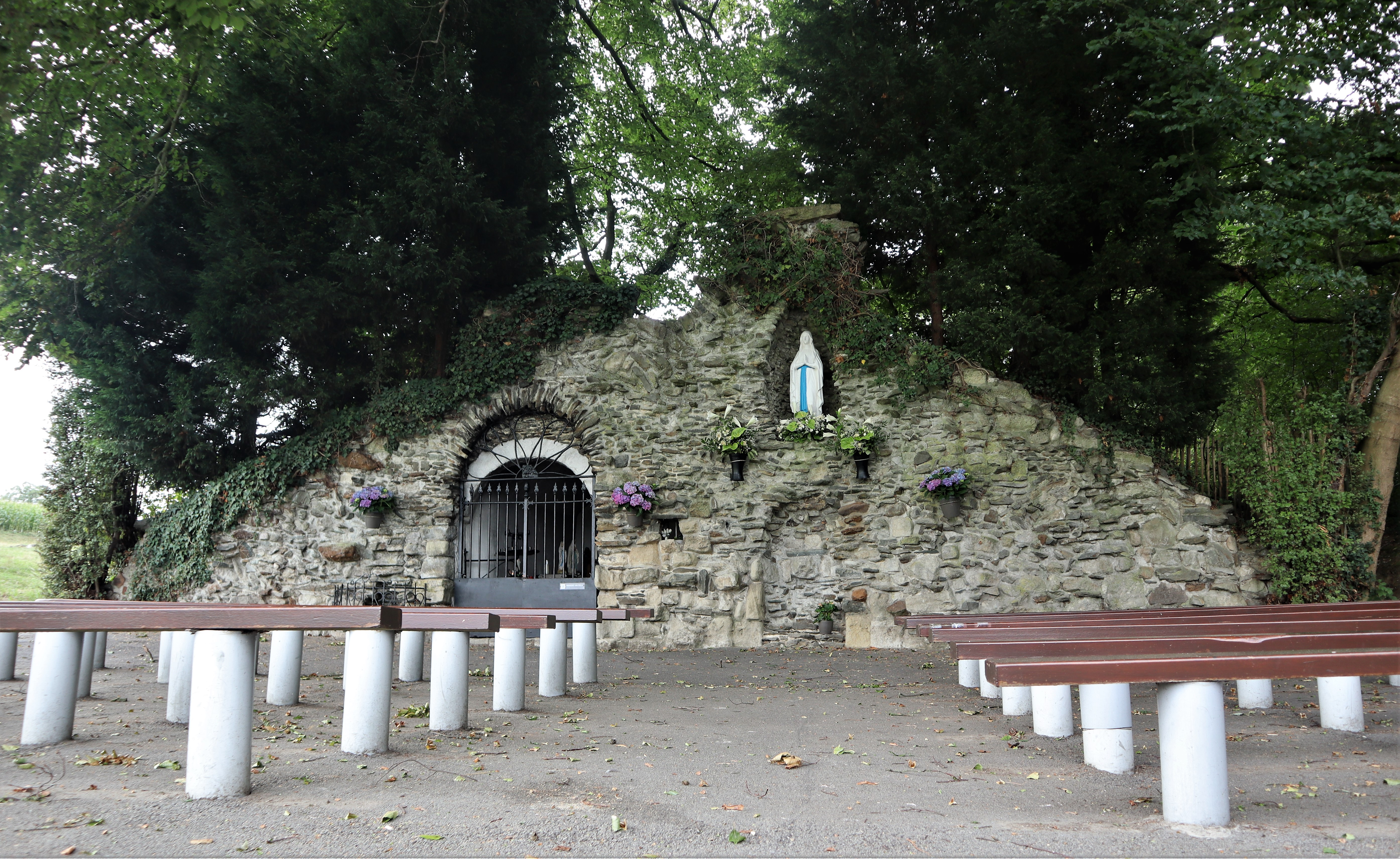
Algemeen zicht van de site
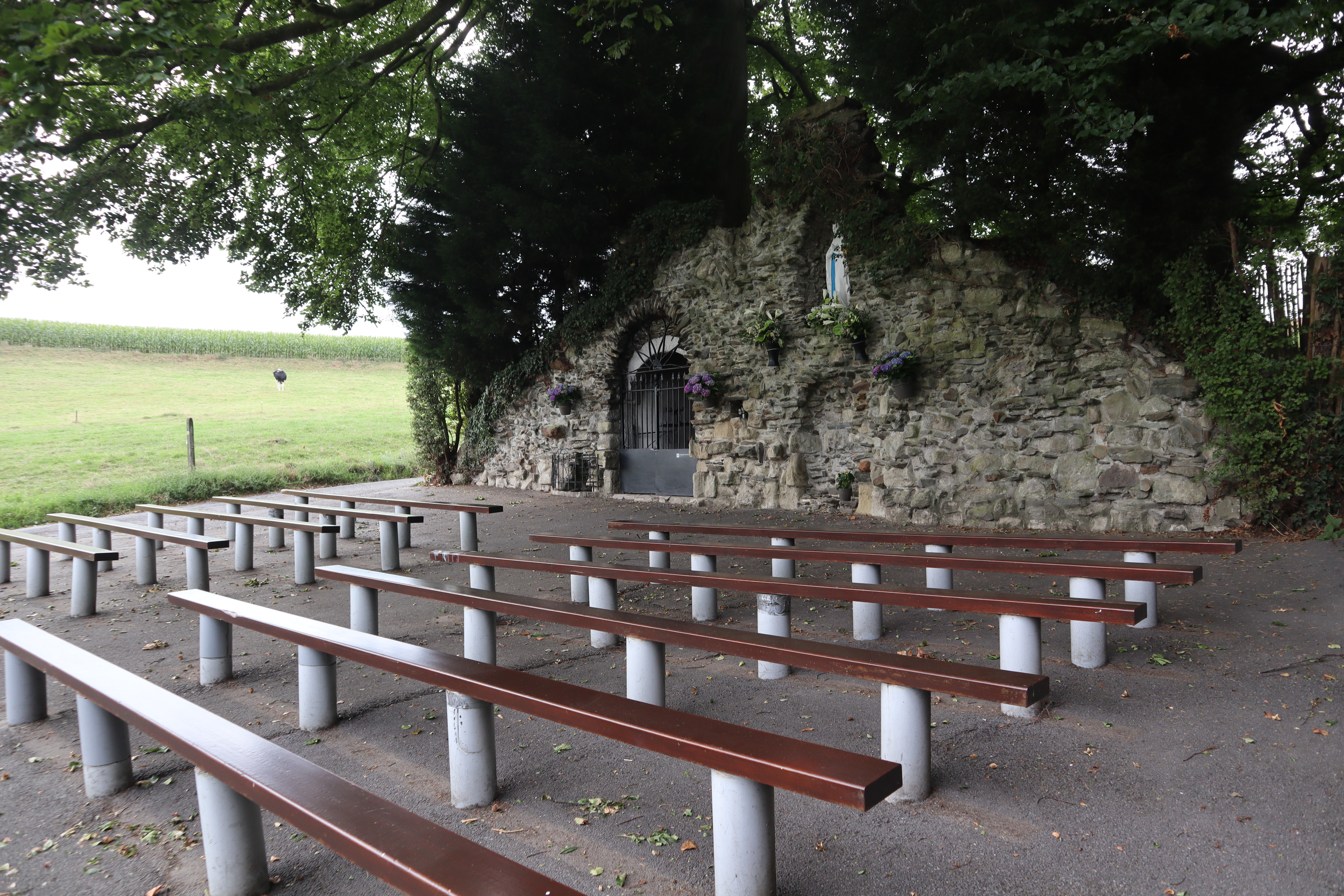
Publieksruimte
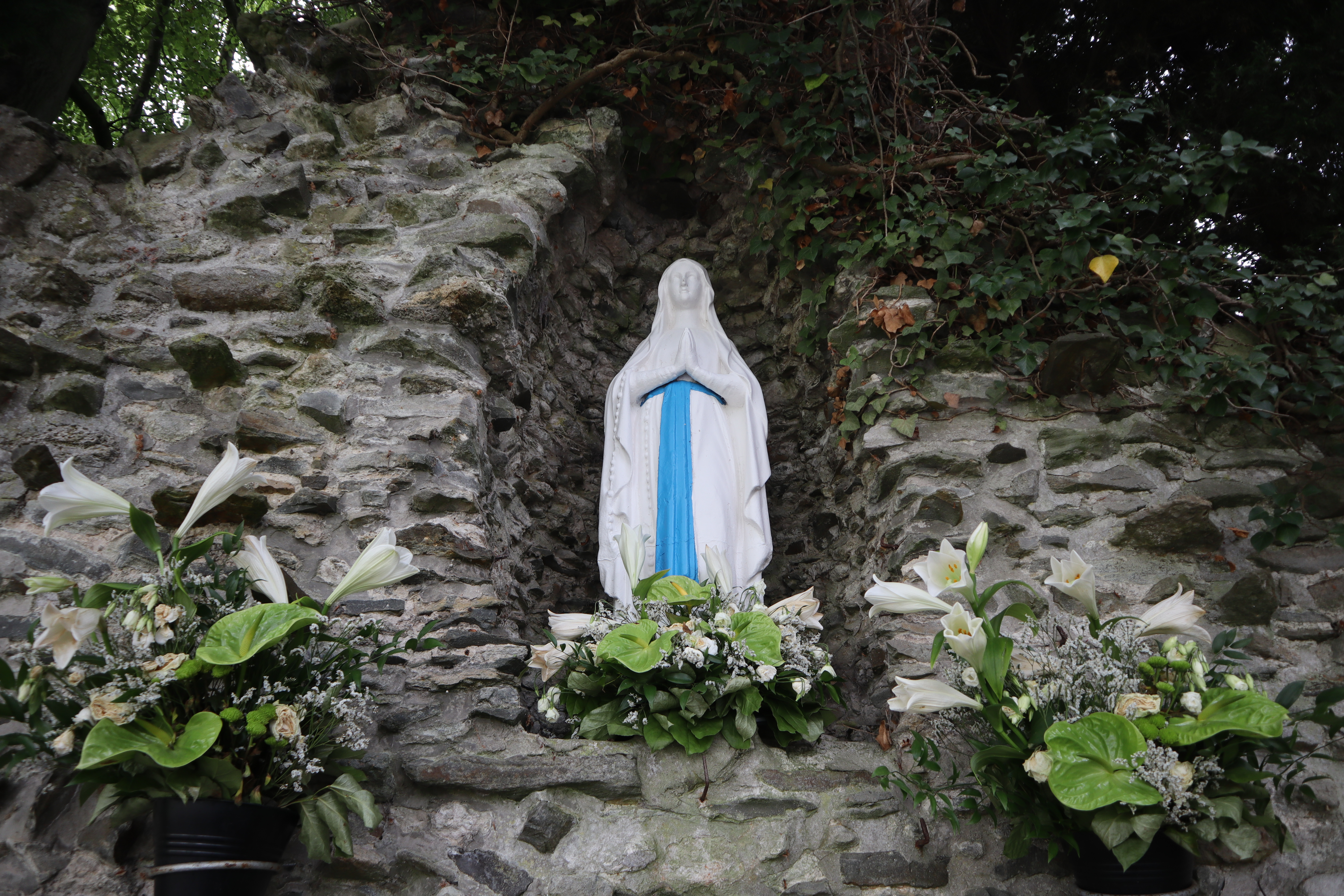
Mariabeeld
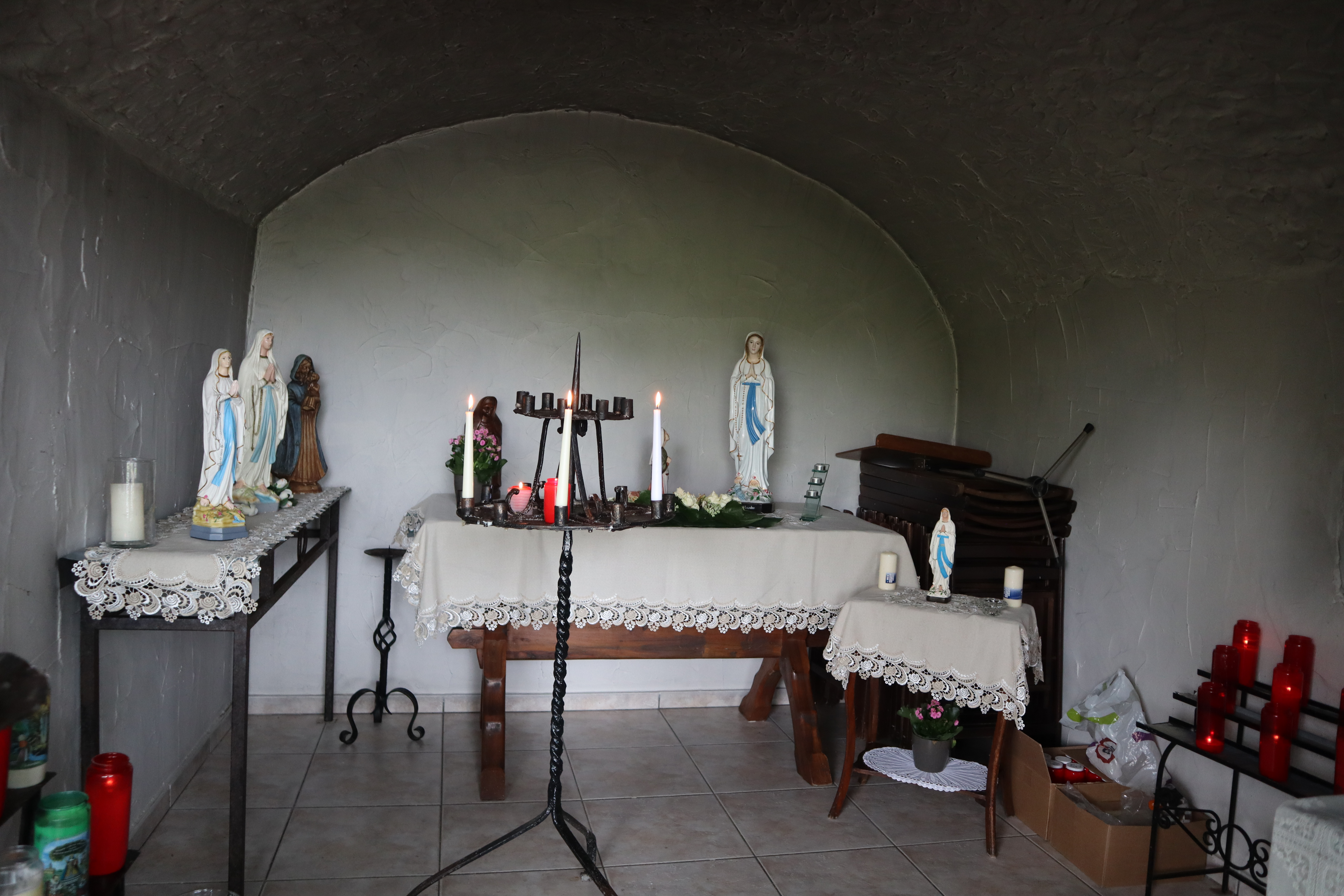
Interieur
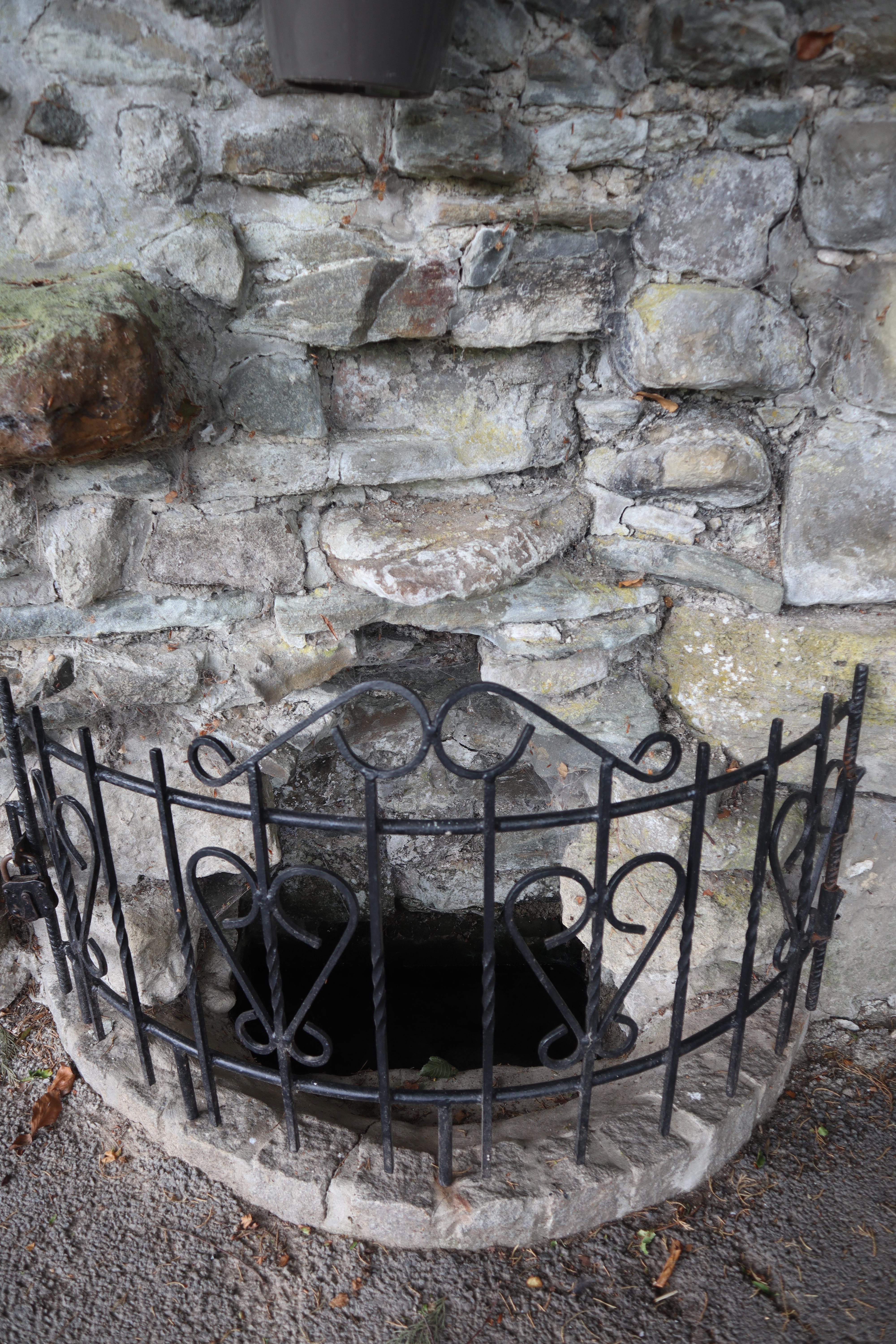
Detail